# قائمة نظريات المؤامرة التي روج لها دونالد ترامب
تحتوي هذه المقالة على قائمة بنظريات المؤامرة التي أنشأها و/أو روج لها الرئيس الخامس والأربعون للولايات المتحدة، دونالد ترمب.

## نظريات المؤامرة
- الممارسات المزعومة للمسلمين بحسب ادعاءات حركة بريطانيا أولًا[4]
- الاعتقاد بأن اللقاحات تسبب التوحد
- نظرية مؤامرة بايدن وأوكرانيا
- نظريات المؤامرة حول جنسية باراك أوباما
- قضية سنترال بارك
- نكران التغير المناخي[5]
- تعداد قتلى كلينتون
- نظريات مؤامرة متعلقة بفضيحة ترمب وأوكرانيا[6]
- نظريات المؤامرة الخاصة بكوفيد -19
- الدولة العميقة في الولايات المتحدة[7]
- إبستاين لم يقتل نفسه
- انتحار فينس فوستر
- نظرية مؤامرة الاحتباس الحراري
- الجدال حول عدد ضحايا إعصار ماريا
- مؤامرة قتل جو سكاربورو
- اغتيال جون إف كينيدي- زعم أن رافاييل كروز، والد عضو مجلس الشيوخ عن ولاية تكساس والمرشح الجمهوري للرئاسة في انتخابات 2016 تيد كروز، ذو صلة بهارفي أوزوالد
- مقتل سيث ريتش
- أوباماغيت– المصطلح المنسوب في مايو 2020 إلى الادعاءات الغامضة المتعلقة بقضية مايكل فلين والمراقبة غير المصرح بها المزعومة لفلين وآخرين.[8]
- نظريات المؤامرة المتعلقة بمقتل أسامة بن لادن
- فضيحة التجسس
- حملة أوقفوا السرقة
- اللاجئون السوريون تابعون لتنظيم الدولة الإسلامية (داعش)[9]
- ادعاءات التنصت على برج ترمب
- انتحال صفة الناخب
- نظرية مؤامرة الإبادة الجماعية البيضاء ونظرية مؤامرة الاستبدال العظيم[10]
- عنفات الرياح تسبب السرطان

شجع دونالد ترمب الأفراد الذين يروجون لنظريات المؤامرة.
- ألكس جونز، ناشر في موقع إنفوورز (حرب المعلومات)، هو ناكر لتغير المناخ وقال إن البنك الدولي اختلق «خدعة» تغير المناخ، ويدعي أيضًا أن اللقاحات تسبب التوحد.[11]
- قدمت لورا لومر ادعاءات كاذبة حول العديد من عمليات إطلاق النار الجماعية في الولايات المتحدة، بما في ذلك أنها كانت مرتبطة بداعش أو أن إطلاق النار كان مفتعلًا.[12]
- سيدني بويل هي محامية انضمت إلى الفريق القانوني لترمب في عام 2020، رغم أن الفريق انفصل عنها بعد أن ادعت علنًا أن انتخابات 2020 زُورت من خلال مؤامرة شيوعية دولية متقنة. رفعت أربع قضايا فيدرالية وخسرتها، زاعمة تزوير الناخبين من ذوي الأبعاد ال«توراتية» وزعمت أن آلات التصويت بُرمجت سرًا لتحويل الأصوات من بايدن إلى ترمب.[13]
- بول جوزيف واتسون، الذي عمل في موقع إنفوورز التابع لألكس جونز والذي تشمل اهتماماته حول نظرية المؤامرة الكيمتريل والنظام العالمي الجديد والمتنورين.[14]
- إل. لين وود هو محامٍ روج لنظريات المؤامرة حول الانتخابات الرئاسية لعام 2020، مدعيًا أن ترمب فاز في الانتخابات بنسبة 70% من الأصوات، وأن عصابة سرية من الشيوعيين الدوليين والاستخبارات الصينية والمسؤولين الجمهوريين حاولوا سرقة الانتخابات من ترمب.[15]

## التعليقات
عُلق على انتشار نظريات المؤامرة المكشوفة أو غير المثبتة التي قدمها ترمب وتعرضت للسخرية من قبل الصحفيين ورسامي الكارتون وغيرهم.